# Középső orrkagyló

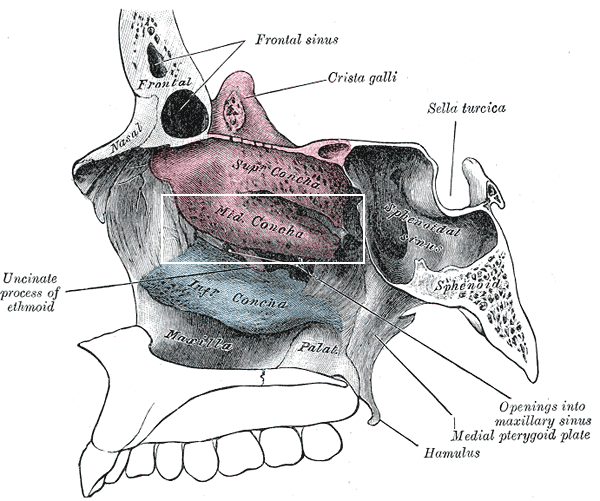
Az orrüreg (a fehér téglalap jelöli a középső orrkagylót)

A középső orrkagyló (latinul concha nasalis medius) az orrüregben (cavum nasi) található. A labyrinthus ethmoidalis belső felszínén található egy vastag lemezecske (lamella), ami lefelé ereszkedik a lamina cribrosa ossis ethmoidalis-ról és  kicsavart pozícióban végződik. Durva felszínű és felette számtalan árok van. A lamina cribrosa ossis ethmoidalis-ról szinte majdnem függőlegesen fut. A nervus olfactorius-nak biztosít üreget.